# Breno Borges
Breno Vinicius Rodrigues Borges (bedre kendt som Breno) (født 13. oktober 1989 i Cruzeiro, Brasilien) er en brasiliansk fodboldspiller, der spiller som midterforsvarer i den Vasco da Gama i  sit hjemland. Han har spillet for klubben siden 2018. Tidligere har han optrådt for en anden brasiliansk storklub São Paulo, samt i Tyskland hos Bayern München og FC Nürnberg.
Med Bayern München vandt Breno i 2008 The Double, Bundesligaen og DFB-Pokalen.
Breno sad i fængsel i Tyskland pga han brændte hans eget hus ned med henblik til forsikringsfusk.

## Titler
Bundesligaen
- 2008 med Bayern München

DFB-Pokal
- 2008 med Bayern München